# Ringgenbach

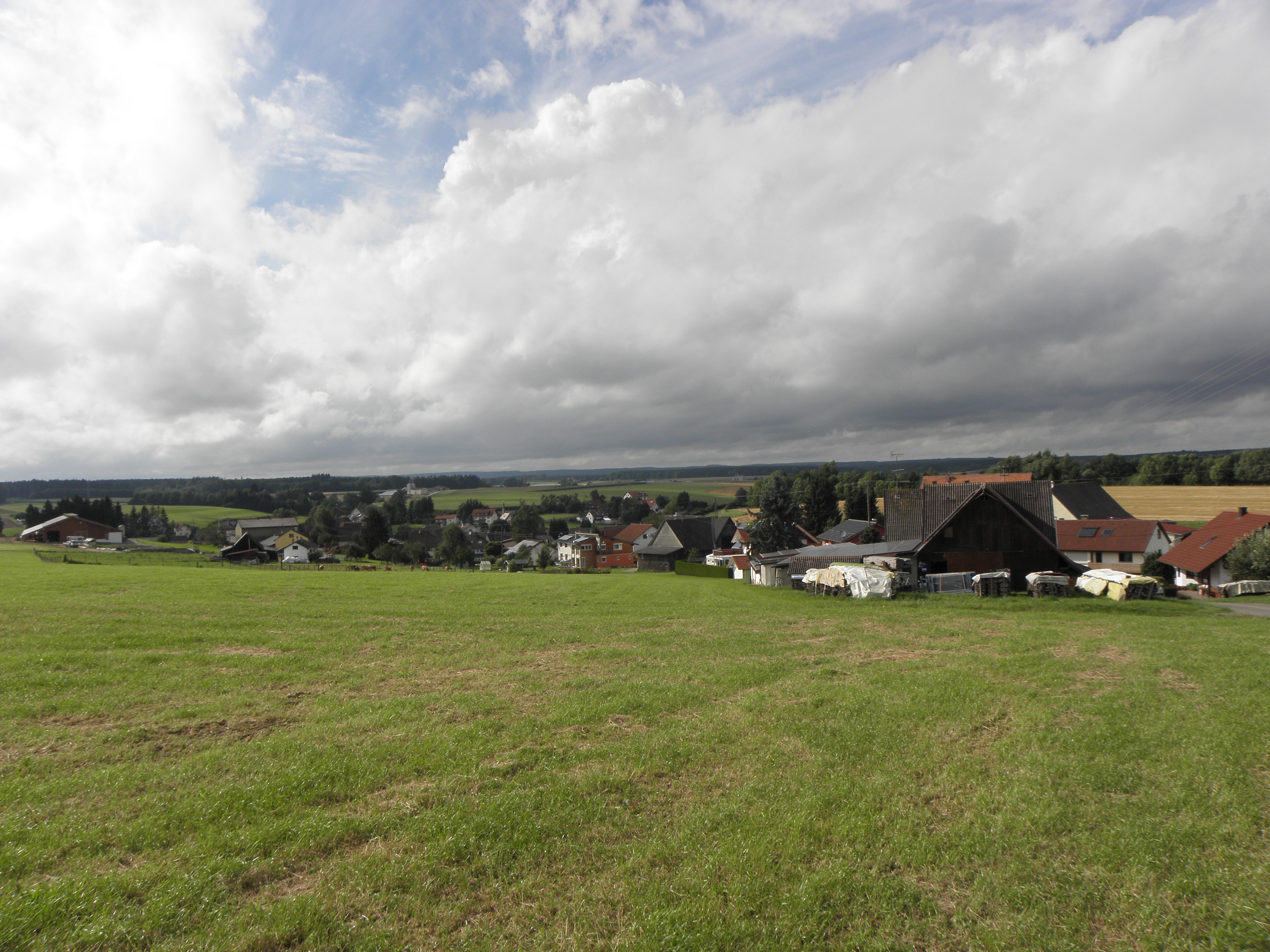
Südansicht von Ringgenbach

Das Dorf Ringgenbach, ehemals Rinkenbach genannt, ist ein Teilort der Stadt Meßkirch mit 194 Einwohnern im Landkreis Sigmaringen (Baden-Württemberg).

## Geographie
Ringgenbach liegt etwa fünf Kilometer östlich der Kernstadt im so genannten „Täle“ am namensgebenden Ringgenbach, der zwei Kilometer nördlich in die Ablach mündet. Südöstlich im Forstwald entspringt der Lautenbach und bildet die Gemarkungsgrenze nach Göggingen. Die Gemarkungsfläche umfasst rund 499 Hektar (Stand: 31. Dezember 2010).

## Geschichte
Aus vor- und frühgeschichtlicher Zeit kennt man südwestlich von Ringgenbach sieben Grabhügel. Dem heutigen Dorf Ringgenbach lag die Gründung des Weilers Kogenhofen, auch Kogenhoven genannt, zugrunde. Erstmals genannt wurde das Dorf im Jahre 1237 beim Auftreten eines Ritters Johannes von Ringgenbach. Der Ort lag ursprünglich im Bereich der Goldineshuntare, dann im Gau Ratoldesbuch und später in der Grafschaft Sigmaringen. 1285 soll der Ort aus dem Besitz der Herren von Buwenburg und der Herren von Hohenfels auf Althohenfels an das Kloster Wald übergegangen sein, jedoch wird er noch 1441 als Teil der Herrschaft Neu-Hohenfels genannt. In der Folge war das Kloster Wald bis 1806 Ortsherr, dann ging der Besitz auf Hohenzollern-Sigmaringen über. Die Inhaber der Grafenrechte wechselten mit den Inhabern der Grafschaft Sigmaringen, bis die Rechte 1783 mit der Schirmherrschaft über Kloster Wald von Hohenzollern-Sigmaringen an Österreich übergingen. Von 1806 an gehörte das Dorf zum fürstlichen und seit 1850 als Teil der Hohenzollernsche Lande bis 1862 zum preußischen Oberamt Wald und seitdem zum Oberamt Sigmaringen, das 1925 im Kreis Sigmaringen aufging. Besitz und Rechte hatten im Ort im 15. Jahrhundert die Grafen von Rohrdorf, die Grafen von Zimmern und die Stadtkirche in Meßkirch.
Am 1. Januar 1975 wurde Ringgenbach in die Stadt Meßkirch eingegliedert.

## Politik

### Wappen
Blasonierung: In gespaltenem Schild vorne in Schwarz ein doppelreihig rot-silbern geschachter Schrägbalken, hinten in Gold ein roter Wellenbalken.
Der Zisterzienserbalken bezeichnet die frühere Zugehörigkeit zum Kloster Wald (spätes 15. Jahrhundert bis 1806). Der Wellenbalken weist auf den Ringgenbach, die Farben Gold und Rot auf die Grafschaft Sigmaringen, in deren Bereich der Ort lag. 1806 kam Ringgenbach zum Fürstentum Hohenzollern-Sigmaringen.
Das Wappen war der Vorschlag des Staatsarchivs Sigmaringen vom Jahre 1947. Die Verleihung erfolgte am 19. Dezember 1947 durch das Innenministerium Württemberg-Hohenzollern (IM: Nr. IV 3012 A und B/13 Nr. 1 vom 30. September 1947).

## Kultur und Sehenswürdigkeiten

### Bauwerke

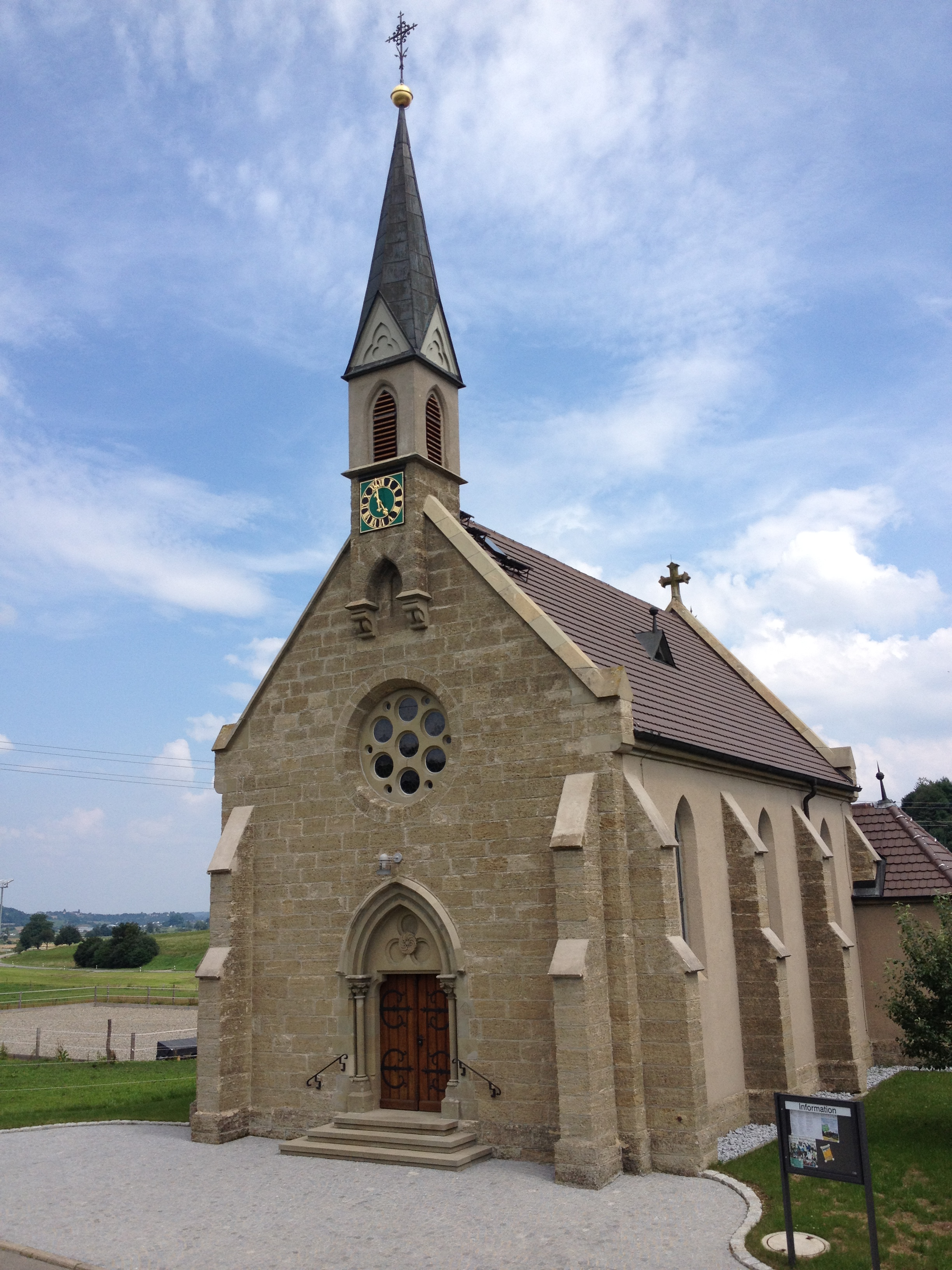
Kapelle St. Josef

- Die St.-Josefs-Kapelle wurde 1889/90 aus Sandstein erbaut. Sie ist Filialkirche der Pfarrgemeinde Menningen-Ringgenbach. Die stark zerschlissene Fassade wurde 2011 aufwändig saniert.[7]
- Der Kreuzweg, vom christlichen Motivmaler Gebhard Fugel aus München gemalt, wurde im Oktober 1910 eingeweiht.[8]
- Photovoltaikanlage Ringgenbach

### Regelmäßige Veranstaltungen
Zu den regelmäßigen Veranstaltungen in Ringgenbach zählt das jährlich stattfindende Ringgenbacher Frühlingsfest.

## Anmerkung
1. ↑  Gemarkungsfläche 4.989.438 m²